# Ubert Piacco
Ubert Piacco (Joudreville, 3 giugno 1912 – Roma, 4 gennaio 1978) è stato uno scultore e pittore italiano.

## Biografia
Nacque in Francia nel comune di Joudreville in Lorena, da genitori italiani: Felice e Ravello Eufemia, visse la sua giovinezza a Torino dove studiò presso l'Accademia Albertina con artisti quali Carlo Musso e Giacomo Manzù.
La sua prima esposizione ebbe luogo a Torino presso la Mostra quadriennale nel 1947 dove venne presentato dal critico d'arte Marziano Bernardi. La sua prima mostra personale risale al 1957 e si svolse a Roma presso la Galleria La Fontanella.
Partecipò a Firenze nel 1958 alla Mostra d'Arte Plastica Ispirata allo Sport ove espose due opere in bronzo: Il discobolo e il lanciatore di giavellotto. Ottenne la medaglia d'oro.
Sculture e dipinti di Ubert Piacco sono presenti in collezioni private nelle città di Torino, Cannes, Firenze, Roma, presso la soprintendenza alla Galleria nazionale d'arte moderna e contemporanea in Roma e presso l'Off Modern Art nella città di Philadelphia, negli Stati Uniti d'America.
Nel 1965 realizzò per il premio Borselli la scultura in oro dal titolo “Lancillotto” raffigurante un'immagine stilizzata del cavaliere della tavola rotonda.
Le opere di Ubert Piacco manifestano le sue inquietudini spirituali, nelle quali si rispecchia il caos del mondo.  Tra le opere: “I Centauri”, bronzo di vigore arcaico, dove le forme perseguono una corrente in tensione con ritmo deciso e nervoso; masse compatte angolose, perforanti lo spazio, equilibrate, in “Il ritorno dei pescatori”; infernale e infuriato è “Il Gatto” (1955); aspro e nervoso “Il Gallo” (1955); armonica è l'intersecazione dei piani nel “Fantino” sul cavallo in corsa (1955); in “La Dama del Diavolo” (1955) la forma è piena, ritmica e trascinante; nel gruppo “L'idea è dogma” l'artista rappresenta forme simboliche di forze in tensione; in “Scilla”, il mito riemerge in una figura originale, l'ambiguità e l'ambivalenza del corpo umano, piramide e cono in una sintesi plastica.

## Mostre
- Mostra Quadriennale a Torino nel 1947;
- mostra a Palazzo Chiablese in Torino nel 1949;
- mostra Biennale di Padova nel 1955;
- mostra personale presso la Galleria La Fontanella in Roma nel 1957;
- Galleria Portonovo in Roma nel 1957;
- Cannes nel 1957;
- mostra d'Arte Plastica Ispirata allo Sport in Firenze nel 1958;
- Premio Avezzano nel 1958;
- Rassegna Figurativa in Roma nel 1958;
- Rassegna Arti Figurative di Roma e del Lazio presso il palazzo delle esposizioni della capitale nel 1959;
- mostra Biennale Triveneta in Padova nel 1959;
- mostra d'arte contemporanea in Chieti nel 1959;
- Premio Sardegna 2ª biennale nazionale di pittura nel 1959;
- Promotrice Torino nel 1961;
- Freie Muncherer in Monaco (D) nel 1961;
- Figurative Review di Rome nel 1961;
- Palazzo Venezia in Roma nel 1962;
- Y.M.C.A. - Young Men Christian Association nel 1963/1964;
- Sindacato Romano nel 1968;
- Vegna Stampa nel 1969;
- Premio Marino Mazzacurati in Teramo nel 1970;
- mostra Arteviva nel 1970;
- mostra personale in Catania nel 1971;
- mostra d'arte internazionale per la Pace nel Mondo - Città di Frosinone 20 giugno - 7 luglio 1974.
- XII Quadriennale nazionale d'arte Torino 1974